# تپه زق جار ۳ ۷۹ -K
تپه زق جار ۳ ۷۹ -K مربوط به دوره اشکانیان است و در شهرستان کنگاور، روستای چشمه نوش واقع شده و این اثر در تاریخ ۱۰ دی ۱۳۸۱ با شمارهٔ ثبت ۶۶۲۷ به‌عنوان یکی از آثار ملی ایران به ثبت رسیده است.